# Stephanie Adams
Stephanie Adams (24 de julio de 1970 - 18 de mayo de 2018) fue una modelo y escritora estadounidense. Fue la Playmate de Playboy de noviembre de 1992.
El 18 de mayo de 2018, Adams mató a su hijo de siete años Vincent y luego se suicidó. Según el Departamento de Policía de la ciudad de Nueva York, Adams empujó a su hijo por una ventana del piso 25, antes de saltar ella.

## Primeros años
Adams nació el 24 de julio de 1970 en Orange, Nueva Jersey y fue criada por sus tías Joyce y Pearl, antiguas modelos que la animaron a empezar a modelar a la edad de 16 años. Adams se graduó en la Ophelia DeVore School of Charm y comenzó una carrera como modelo, apareciendo en sesiones fotográficas para las revistas Seventeen y Venus Swimwear y en anuncios comerciales de Clairol.

## Carrera
Adams logró popularidad luego de ser elegida como "Miss Noviembre 1992" en la revista Playboy, mientras modelaba para la agencia Wilhelmina Models. Más tarde pasó a Elite Model Management después de comprometerse con su CEO, John Casablancas.
Adams obtuvo una licenciatura de la Universidad Fairleigh Dickinson en 1992. Tras desempeñarse durante algunos años en el modelaje, publicó su primer libro en 2003 y fundó su propia editorial en 2007. Tras la muerte de su tía por cáncer de mama en 2003, dedicó más tiempo a la escritura. Ese mismo año publicó un libro dedicado a su tía fallecida titulado He Only Takes The Best, seguido de otro libro escrito en honor de su tía Pearl, titulado Guardian. Adams publicó cerca de dos docenas de libros de metafísica, calendarios de astrología y un juego de cartas de tarot comercializado bajo la marca Goddessy. También publicó una novela titulada Emperatriz en 2004, que presenta a las mujeres de la antigua Roma.

## Vida personal
Luego de casarse en 2010 con Charles V. Nicholai, un quiropráctico de Manhattan, Adams manifestó su alejamiento de la vida pública y que pasaría la mayor parte del tiempo en privado con su marido y su hijo.
La noche del 17 de mayo de 2018, Adams y su hijo de siete años Vincent, se registraron en un ático del piso 25 del Hotel Gotham en la calle 46 en Manhattan. A la mañana siguiente, ambos fueron encontrados muertos en un balcón del segundo piso en el patio trasero del hotel. Según la policía, Adams y su marido en proceso de divorcio estaban involucrados en una batalla por la custodia de su hijo y, horas antes de registrarse en el hotel, Adams había comentado al New York Post que su marido y su abogado le impedían llevar a su hijo de vacaciones. El médico forense de la ciudad de Nueva York dictaminó que la muerte de Stephanie fue un suicidio y la del niño un homicidio.